# Austrolebias lourenciano
Austrolebias lourenciano es una especie de pez ciprinodontiforme de agua dulce integrante del género de rivulinos sudamericanos Austrolebias. Habita en pequeños cuerpos acuáticos temporarios en el centro-este de América del Sur.

## Taxonomía
Austrolebias lourenciano fue descrita originalmente en el año 2021 por los ictiólogos Matheus Vieira Volcan, Crislaine Barbosa, Lizandra Jaqueline Robe y Luis Esteban Krause Lanés.
Localidad tipo
La localidad tipo referida es: “pantanos temporales junto a la ruta BR-116, en la llanura aluvial del arroyo Pinto (tributario del arroyo São Lourenço), en las coordenadas: 31°20′50″S 52°03′53″O / -31.34722, -52.06472, sistema de la laguna de los Patos, municipio de São Lourenço do Sul, estado de Río Grande del Sur, Brasil”.
Holotipo
El ejemplar holotipo designado es el catalogado como: MCP 5440; se trata de un espécimen macho adulto el cual midió  36,9 mm de longitud estándar. Fue capturado por M. V. Volcan y Â. C. Gonçalves el 30 de septiembre de 2013.
Etimología
Etimológicamente el nombre genérico Austrolebias se construye con las palabras Austro: 'austral' y Lebias: un taxón de pequeños peces. El epíteto específico lourenciano es un topónimo que refiere al municipio en el cual fue descubierta la especie, São Lourenço do Sul, mediante el gentilicio respectivo en el idioma portugués.

## Caracterización y relaciones filogenéticas
Austrolebias lourenciano pertenece al “grupo de especies Austrolebias adloffi”. Se distingue de las otras especies del clado por los siguientes rasgos en el patrón de coloración del macho: aleta dorsal de color verde amarillento, con barras de color amarillo claro o celeste que forman pequeños triángulos, intercaladas con pequeñas filas de manchas de color marrón oscuro en la base de la aleta dorsal, y aleta anal azul-verdosa, a veces con manchas iridiscentes amarillentas alargadas, limitadas a la región basal. Los machos alcanzan 40,2 mm de longitud estándar y las hembras 39,7.
De acuerdo al resultado de análisis filogenéticos de los datos de secuencias del ADN mitocondrial (cytb), esta especie forma un clado con A. cheffei, conjunto el cual a su vez está estrechamente relacionado con “A. aff. minuano 1”, una especie no descrita que habita en la margen oriental de la laguna dos Patos.

## Distribución y hábitat
Austrolebias lourenciano es endémica del este del estado de Río Grande del Sur, en el sur de Brasil. Habita en pantanos temporarios del arroyo Pinto, cuenca del arroyo São Lourenço, sistema de la laguna de los Patos, la cual descarga en el océano Atlántico sudoccidental.
El hábitat cuenta con profundidades de entre 20 y 50 cm, lecho fangoso, exhibiendo alta densidad de vegetación acuática que crece a plena luz solar, en el borde de la selva en galería del arroyo Pinto. Estos humedales se secan entre noviembre y diciembre (fines de la primavera o principios del verano) y se inundan nuevamente entre abril y mayo (a principios del otoño), sin embargo, las variación en la frecuencia e intensidad de las precipitaciones produce ciertas disparidades en las fechas en que ocurren los procesos de desecamiento y llenado del biotopo.
Ecorregionalmente esta especie es exclusiva de la ecorregión de agua dulce laguna dos Patos.

## Conservación
Los autores recomendaron que, según los lineamientos para discernir el estatus de conservación de los taxones —los que fueron estipulados por la organización internacional dedicada a la conservación de los recursos naturales Unión Internacional para la Conservación de la Naturaleza (IUCN)—, en la obra Lista Roja de Especies Amenazadas, Austrolebias lourenciano sea clasificada como una especie “en peligro crítico” (CR).